# 조슈아 케네디
조슈아 블레이크 케네디(Joshua Blake Kennedy, 1982년 8월 20일 ~ )는 오스트레일리아의 은퇴한 축구 선수로, 선수 시절 포지션은 스트라이커이다.
케네디는 호주 팬들에게 별칭 "예수"로 알려져 있는데, 그의 경력 초기에 전통적인 예수의 모습과 명백히 닮았기 때문이다.